# Agua mala
Agua mala (Agua Mala) est le 13e épisode de la saison 6 de la série télévisée X-Files. Dans cet épisode, Mulder et Scully, enfermés dans un immeuble pendant un ouragan, sont confrontés à un monstre vivant dans l'eau.
Le tournage est caractérisé par la grande quantité d'eau utilisée ainsi que le faible éclairage des scènes. L'épisode a obtenu des critiques plutôt défavorables.

## Résumé
Au milieu d'un ouragan balayant Goodland, en Floride, Sara Shipley et son fils Evan sont attaqués par une créature qui les agrippe avec ses tentacules. Ayant reçu un appel au secours des Shipley, Arthur Dales, désormais établi à Goodland, informe Mulder et Scully de la situation. Les deux agents constatent que la maison des Shipley est vide de tout occupant et rencontrent le shérif adjoint Greer, qui pense tout d'abord qu'ils sont des malfaiteurs. Scully, qui doute fortement de l'histoire de Dales, veut quitter la ville mais la route a été entretemps coupée.
Alors qu'il inspecte un immeuble, Greer trouve un corps humain recouvert d'une substance gluante avant d'être saisi par un tentacule. Avisant le véhicule de Greer, Mulder et Scully entrent dans l'immeuble et trouvent l'adjoint gravement blessé. Pendant que Scully tente de stabiliser son état, Mulder rassemble les autres occupants de l'immeuble : Dougie, un pillard, ainsi que Walter Suarez et sa compagne, Angela Villareal, enceinte de neuf mois. George Vincent, un fanatique des armes à feu, refuse de les rejoindre avant de s'y résoudre quand il est attaqué par la créature. Scully retire un parasite tentaculaire du cou de Greer, brûlant de fièvre, et le plonge dans une baignoire d'eau froide. En volant la bague du shérif, Dougie fait tomber du sel d'Epsom dans la baignoire. Mulder émet l'hypothèse que le monstre a été tiré de l'océan par l'ouragan.
Angela voit la créature dans la baignoire avec Greer mais, lorsque Mulder et Scully interviennent, le corps de l'adjoint a disparu. Mulder comprend alors que le monstre ne vit pas seulement dans l'eau mais qu'il en est constitué, et qu'il utilise l'eau du corps humain comme moyen de reproduction. Cherchant un moyen d'évacuer tout le monde, il est ensuite attaqué par la créature, alors que Scully aide Angela à mettre au monde son enfant. Chacun de leur côté, les deux agents comprennent que le monstre ne peut vivre dans l'eau douce. Mulder sort de l'immeuble pour soigner ses blessures, et, alors que George est saisi par un tentacule, Scully dit à Walter de tirer dans le sprinkler. Le lendemain, alors que l'ouragan est passé, Mulder et Scully racontent leur histoire à Dales, qui affirme qu'il n'aurait pas pris sa retraite anticipée des « Affaires non classées » s'il avait eu une partenaire comme Scully.

## Distribution
- David Duchovny : Fox Mulder
- Gillian Anderson : Dana Scully
- Jeremy Roberts : George Vincent
- Joel McKinnon Miller : le shérif adjoint Greer
- Diana Maria Riva : Angela Villareal
- Valente Rodriguez : Walter Suarez
- Silas Weir Mitchell : Dougie
- Nichole Pelerine : Sara Shipley
- Max Kasch : Evan Shipley
- Darren McGavin : Arthur Dales

## Production

### Préproduction
Le scénario est le deuxième écrit pour la série par David Amann, qui a pour tâche de créer une histoire impliquant le personnage d'Arthur Dales. Amann pense d'abord à une histoire de monstre dans une mine d'or abandonnée mais Frank Spotnitz, s'il aime l'idée d'un monstre dans un espace confiné, apprécie moins celle de la mine. Amann replace donc l'histoire pendant un ouragan avec un monstre marin comme antagoniste. Le scénariste réécrit ensuite une nouvelle version du script dans laquelle le monstre est constitué d'eau. Agua mala signifie « mauvaise eau » en espagnol mais est aussi un surnom donné à la vessie de mer.

### Tournage et effets spéciaux
Le réalisateur Rob Bowman, craignant que le monstre ne soit pas assez effrayant et l'histoire pas assez énergique, utilise au maximum des angles de caméra originaux et des plans rapides. Le tournage se caractérise par la grande quantité d'eau utilisée ainsi que par son faible éclairage. Bowman tourne essentiellement de nuit et avec un éclairage ne dépassant pas celui d'une lampe de poche. Les deux acteurs principaux sont trempés pendant la plus grande partie du tournage, Gillian Anderson plaisantant plus tard sur le fait qu'elle croyait être revenue à Vancouver, alors que la série a quitté cette ville pour être tournée à Los Angeles depuis le début de la saison.
Le chef décorateur Corey Kaplan reçoit le scénario peu de temps avant le tournage et doit reconstituer en studio le décor de l'appartement dans lequel se déroule la moitié de l'épisode. À la fin du tournage, tout le décor, imbibé d'eau et en piètre état, doit être jeté. La costumière Christine Peters doit pour sa part disposer de six modèles identiques de chaque tenue des personnages pour éviter que les acteurs n’attrapent une pneumonie.
Le superviseur des effets spéciaux John Vulich, chargé de créer le monstre, estime que c'est le travail le plus difficile qu'il ait eu à faire de toute la saison. Les tentacules sont fabriqués avec un mélange de silicone et de polyuréthane qui les rend translucides tout en leur donnant de la flexibilité, alors que le maquillage des marques rouges laissées sur le cou de ses victimes par la créature prend 90 minutes à être appliqué.

## Accueil

### Audiences
Lors de sa première diffusion aux États-Unis, l'épisode réalise un score de 10,1 sur l'échelle de Nielsen, avec 16 % de parts de marché, et est regardé par 16,90 millions de téléspectateurs. La promotion télévisée de l'épisode est réalisée avec le slogan « Tonight, a creature living in our water has just gotten thirsty... for us » (en français « Ce soir, une créature vivant dans l'eau est assoiffée... de nous »).

### Accueil critique
L'épisode recueille des critiques globalement plutôt défavorables. Parmi les critiques favorables, Sarah Stegall, du site Munchkyn Zone, lui donne la note de 3/5.
Du côté des critiques mitigées, Paula Vitaris, de Cinefantastique, lui donne la note de 2/4. Dans son livre, Tom Kessenich évoque un épisode se situant dans la moyenne malgré une résolution de l'intrigue peu crédible. Le site Le Monde des Avengers lui donne la note de 2/4.
Parmi les critiques défavorables, Todd VanDerWerff, du site The A.V. Club, lui donne la note de D-. Dans leur livre sur la série, Robert Shearman et Lars Pearson lui donnent la note de 1,5/5.

### Distinctions
L’épisode remporte l'ASC Award 1999 de la meilleure photographie pour une série.

## Commentaires
Dans cet épisode, il y est beaucoup question d'eau, et deux personnages prononcent plusieurs fois le mot con. Scully préfére citer Jules Verne.